# Concatedral de Nuestra Señora (Bourg-en-Bresse)
La concatedral de Nuestra Señora o simplemente catedral de Bourg-en-Bresse (en francés: Co-cathédrale Notre-Dame de Bourg) es una catedral católica en Bourg-en-Bresse, Francia.
Esta iglesia era anteriormente la colegiata de Notre-Dame-du-Bourg, que en 1992 fue elevada a la condición de concatedral de la diócesis de Belley-Ars, el obispo y la administración diocesana de Belley, más tarde Belley-Ars, residía en Bourg-en-Bresse desde 1978.
La existencia de una capilla servida por sacerdotes está debidamente probada en 1258 debido al legado de su fábrica. Del mismo modo, el conde de Saboya Amon, quien afirmó ser curado por intercesión de la Virgen donó fondos para mejorar el santuario en 1343.

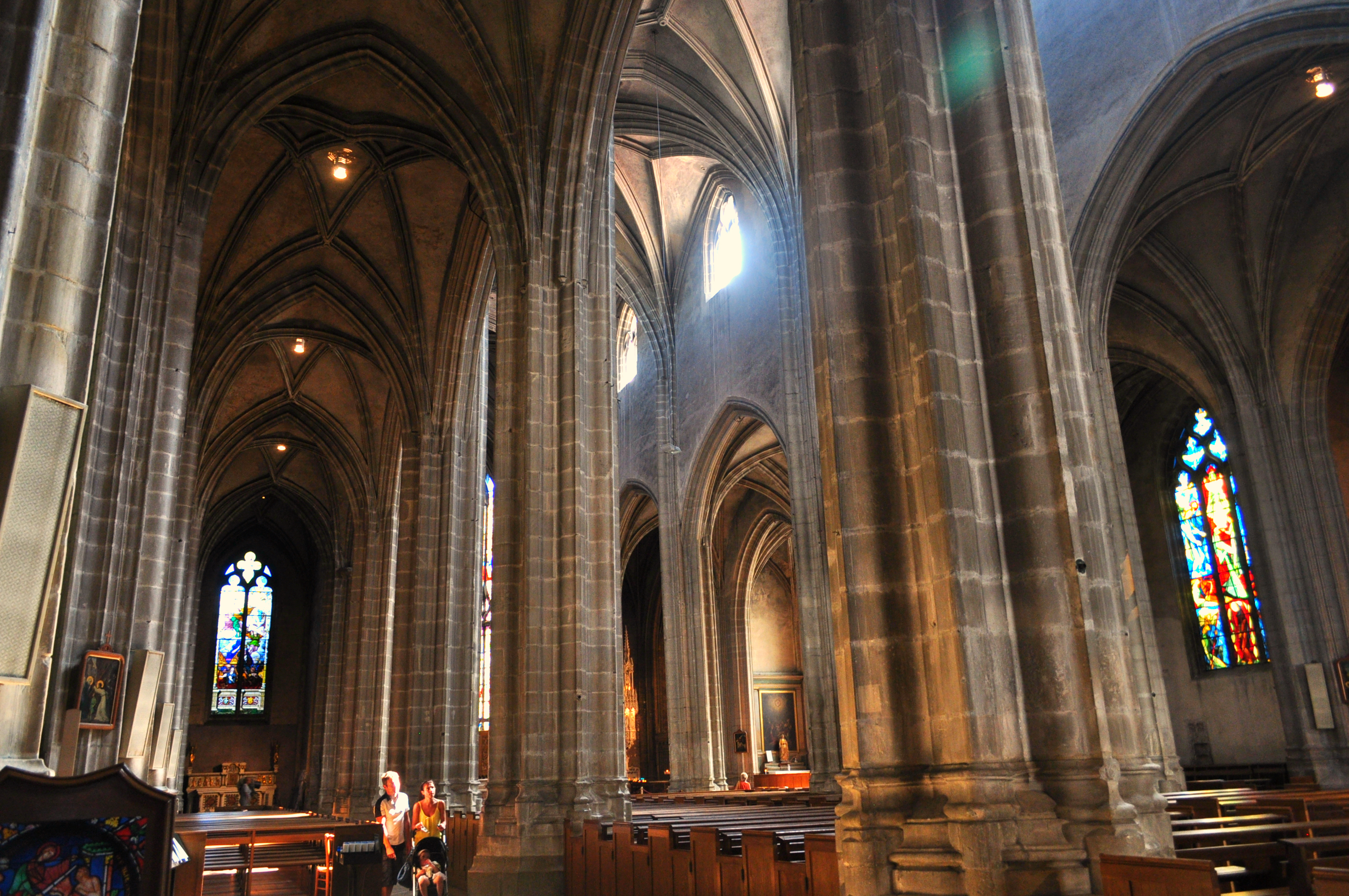
Vista interna